# Fântâna fermecată (film)
Fântâna fermecată este un film românesc din 2014 regizat de Andrei Enoiu. Rolurile principale au fost interpretate de actorii Armina Hoinaru, Liliana Busuioc, Virginia Rogin.

## Distribuție
Distribuția filmului este alcătuită din:
- Virginia Rogin — Muma Pădurii
- Marius Nanau — Tatăl Anitei
- Andrei Enoiu
- Armina Hoinaru — Anita
- Cristian Toma — Fratele mai mic
- Liviu Cheloiu — Fratele mai mare
- Puiu Mircea Lăscuș — Ciobanul
- Liliana Busuioc — Mama Anitei